# Гринерикзе
Гри́нерикзе (нем. Grienericksee) — озеро на севере земли Бранденбург в районе Восточный Пригниц-Руппин. Входит в состав Райнбергского озёрного края и находится на территории природного парка Штехлин — Руппинер-Ланд.
Через озеро протекает река Рин. Гринерикзе также соединено с каналами Мекленбургской озёрной равнины, что обеспечивает судоходство от Райнсберга до Северного моря. Глубина составляет до 14 м и регулируется плотиной в Райнсберге.
На берегу озера находится Рейнсбергский дворец, прилегающий парк оборудован искусственными пещерами и террасами со скульптурами.